# 임경택
임경택(1963년 3월 2일~)은 롯데 자이언츠에서 뛰었던 전 야구 선수다. 1983년에는 백호기 우승을 달성했고, 1984년과 1985년 2년 연속으로 한양대의 부산기 우승을 이끌었다.

## 기록
- 1986년 : 32경기 10안타 0.208(타율)
- 1987년 : 44경기 15안타 1도루 0.242
- 1988년 : 9경기 2안타 0.250
- 1989년 : 1군 출전 기록 없음
- 1990년 : 51경기 27안타 2도루 0.281
- 1991년 : 10경기 1안타 0.077
- 1992년 : 3경기 무안타 0.000

## 출신 학교
- 마산고등학교
- 한양대학교

## 같이 보기
- 1992년 롯데 자이언츠 시즌